# 卡米洛特龍屬
卡米洛特龍屬（學名：Camelotia）是近蜥龙类的一屬，生存於英格蘭的三疊紀晚期至侏罗纪早期。古生物學家對於卡米洛特龍的分類有不同的意見。在過去，卡米洛特龍被歸類於原蜥腳下目，但原蜥腳類的範圍與定義卻一直都在變動。
模式種是北卡米洛特龍（C. borealis），是由彼得·加爾冬（Peter Galton）在1985年所敘述、命名。過去的Avalonianus與Gresslyosaurus，目前都被歸類於卡米洛特龍。

## 外部連結
- 卡米洛特龍簡介 （页面存档备份，存于） - Archives of the dinosaur mailing list論壇 (英文)